# Věžná na Moravě
Věžná (deutsch Wischna, auch Wesna) ist eine Gemeinde in Tschechien. Sie liegt zehn Kilometer südlich von Bystřice nad Pernštejnem und gehört zum Okres Žďár nad Sázavou.

## Geographie
Věžná befindet sich linksseitig über dem Tal der Nedvědička im Seitental des Baches Věžná in der Böhmisch-Mährischen Höhe. Im Nordosten erhebt sich Nad Drahami (631 m), östlich die Dlouhá skála (610 m), im Süden die Věžná (556 m), südwestlich die Dejmalka (600 m) und im Nordwesten die Zadní končiny (552 m). Unterhalb des Dorfes führt die Eisenbahnstrecke von Tišnov nach Bystřice nad Pernštejnem durch das Nedvědičkatal. Die Bahnstation "Věžná" liegt einen Kilometer südlich des Dorfes am Fuße des Berges Věžná im Wald.
Nachbarorte sind Suché Louky, Josefov und Pernštejnské Janovice im Norden, Býšovec und Kovářová im Nordosten, Smrček im Osten, Pernštejn und Sejřek im Südosten, Bor und Střítež im Süden, Mitrov und Bukov im Südwesten, Jabloňov im Westen sowie Rožná im Nordwesten.

## Geschichte

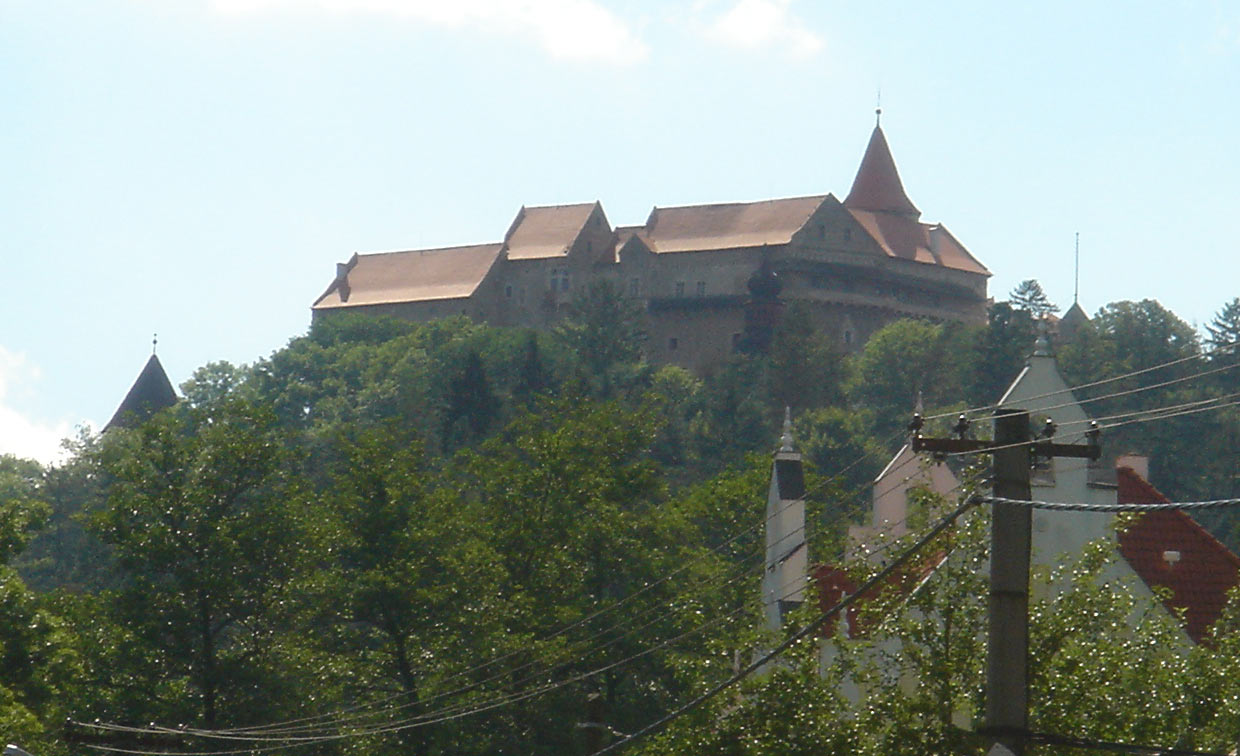
Burg Pernštejn

Die erste urkundliche Erwähnung von Věžná erfolgte im Jahre 1376. Es wird angenommen, dass sich der Name des Dorfes von einer auf dem Hradský kopec befundenen Schutzfeste mit einem steinernen Turm herleitet. Der Ort war immer zur Herrschaft Pernštejn zugehörig.
Nach der Aufhebung der Patrimonialherrschaften bildete Věžná mit dem Ortsteil Pernštýnské Janovice ab 1850 eine Gemeinde im Bezirk Neustadtl. 1949 wurde die Gemeinde dem Okres Bystřice nad Pernštejnem zugeordnet. 1961 erfolgte die Eingemeindung von Jabloňov, zugleich kam die Gemeinde Věžná zum Okres Žďár nad Sázavou. Im Jahre 2002 wurde auf der Flur "Na rybníkách" nördlich des Dorfes auf einer alten Teichstatt wieder ein Teich angelegt.
Věžná ist heute ein Wintersportgebiet. Südlich des Dorfes betreibt der Skiklub Věžná einen 283 m langen Schlepplift.

## Gemeindegliederung
Die Gemeinde Věžná besteht aus den Ortsteilen Jabloňov (Jabloniow), Pernštejnské Janovice (Janowitz) und Věžná (Wischna).
Das Gemeindegebiet gliedert sich in die Katastralbezirke Jabloňov und Věžná na Moravě.

## Sehenswürdigkeiten
- Burg Pernštejn, südöstlich des Dorfes über der Nedvědička
- Kirche des hl. Martin, erbaut zum Ende des 14. Jahrhunderts. Sie ist eine Filiale der Pfarre Rožná